# Jewhen Sotnykow
Jewhen Walerijowytsch Sotnykow (ukrainisch Євген Валерійович Сотников; * 20. November 1980 in Saporischschja; † 6. August 2021 in Kirowske) war ein ukrainischer Judoka.

## Karriere
Jewhen Sotnykow gewann bei den Weltmeisterschaften 2003 und den Europameisterschaften 2008 die Bronzemedaille in der Klasse über 100 kg. Bei den Olympischen Spielen 2008 belegte er in der Klasse über 100 kg den 21. Platz.
Am 19. Dezember 2009 erschoss er in Saporischschja vor einer Schule einen 18-jährigen Schüler, nachdem dieser sich geweigert hatte, mit ihm Alkohol zu trinken. Sotnikow wurde daraufhin zu einer Freiheitsstrafe von 15 Jahren verurteilt. Am 6. August 2021 wurde er mit zwei weiteren Häftlingen in einer Gefangenenanstalt der sogenannten Volksrepublik Donezk ermordet.